# Bribir (županija)
Bribir je bio srednjovjekovna starohrvatska županija koja se prostirala u unutrašnjosi Ravnih kotara, od Zrmanje prema zapadu.
Prvo svjedočanstvo nalazimo kod bizantskog cara Konstantina Porfirogeneta iz 10. st., koji u svome djelu De administrando imperio u popisu hrvatskih županija navodi i županiju „Brebara.“ Najveći procvat bribirska županija doživljava u vrijeme kada su njezinim središtem, Bribirom gospodarili moćni feudalci Šubići. Grad su porušili i zaposjeli Turci, a nakon njihova odlaska stanovnici se nisu više trajno nastanjivali na platou Glavice, nego u njenom podnožju.